# West Hampstead
West Hampstead est un quartier de la ville de Londres, au Royaume-Uni. Il est situé dans le nord de la capitale et relève administrativement du borough de Camden.

## Transports
Le quartier possède une station de métro et deux gares ferroviaires :
- West Hampstead, sur la ligne Jubilee du métro de Londres ;
- West Hampstead, sur la ligne North London (en) du London Overground ;
- West Hampstead, sur la ligne Midland Main Line (en) de Thameslink.

## Bâtiments remarquables
- Synagogue de Hampstead